# We’re Here Because We’re Here
We’re Here Because We’re Here (рус. Мы здесь, потому что мы здесь) — восьмой студийный альбом британской группы Anathema, выпущенный 31 мая 2010 году лейблом Kscope.

## Об альбоме
Рабочее название альбома было Horizons. Сведением альбома занимался Стивен Уилсон, лидер группы Porcupine Tree.
Вилле Вало и группа HIM записали вокал для песни «Angels Walk Among Us».
Название альбома взято из одноимённой песни, которую пели в окопах союзники в первую мировую войну на мотив «Auld Lang Syne».

## Список композиций
1. Thin Air — 5:59
2. Summernight Horizon — 4:12
3. Dreaming Light — 5:47
4. Everything — 5:05
5. Angels Walk Among Us — 5:17
6. Presence — 2:58
7. A Simple Mistake — 8:14
8. Get Off Get Out — 5:01
9. Universal — 7:19
10. Hindsight — 8:10